# LarryBoy: The Cartoon Adventures
LarryBoy: The Cartoon Adventures é uma série estadunidense de direct-to-video que é um spin-off da série VeggieTales criado por Big Idea Productions.
No Brasil, a série já foi exibida pelo SBT em 2007, dentro da programação do Carrossel Animado e Sábado Animado.

## Premissa
A série de vídeos gira em torno do super-herói de super-herói do personagem Larry, Super-Larry, enquanto ele tenta administrar sua vida de super-herói enquanto trabalhava como um zelador para o jornal de Bumblyburg.

## História
O desenvolvimento da série começado há alguns anos após a produção os primeira ou segunda vídeos do Super-Larry foram concluídas, quando os funcionários foram questionados sobre como fazer uma série sobre o personagem. Mas Phil Vischer afirmou que teria sido muito difícil devido ao processo de produção de seu filme no momento. Então alguém sugeriu a Phil que poderia fazê-lo em um estilo de uma história em quadrinhos; Estilo dos desenhos animados. O animador Tom Bancroft, que acabou de se juntar à empresa, trabalhou na nova série, tornando-a um sentir como um desenho em animação de Flash.
O primeiro episódio da série foi lançado em março de 2002, vendendo para várias livrarias cristãs e varejistas em todo o país. A recepção, no entanto foi mesclado no momento. De acordo com Phil em seu blog, os fãs e os pais queixaram-se que parecia barato e parecia ser algo semelhante às Meninas Superpoderosas que podem ver na televisão em vez disso. Tim Hodge afirma no comentário de "LarryBoy and the Bad Apple" era um pouco uma experiência que tentaram, mas não tornou-se o que eles queriam.
A série durou quatro episódios totais, com o ultimo que sai em torno de junho de 2003. É desconhecido porque a série foi cancelada, apesar de ser possível foi devido à Big Idea movendo-se para Franklin (a capital do Tennessee nos Estados Unidos), e por causa da recepção todos tiveram para a série no momento.
Independentemente, muito parecido com 3-2-1 Penguins!, a série ganhou um culto seguinte devido ao estilo de animação e humor é engraçado.
Quando VeggieTales foi adquirido pelo SBT em 2007, episódios deste programa também foram adquiridos e dublados pela Herbert Richers, a fim de aumentar o catálogo de episódios.

## Personagens

### Principais
- Larry, o Pepino (Larry the Cucumber) como o zelador Larry e seu alter-ego super-herói, Super-Larry.
- Arquibaldo Aspargo (Archibald Asparagus) como mordomo do Super-Larry.
- Bob, o Tomate (Bob the Tomato) é chefe do Larry, que trabalha como chefe do jornal de Bumblyburg.
- Júnior Aspargo (Junior Asparagus) obras como o editor de Bumblyburg.
- Vicky Pepino (Vicky Cucumber) é um dos membros de Bumblyburg. Ela é o interesse amoroso de Larry.

### Secundários
- Bok Choy é o sábio professor da classe de super-herói que Super-Larry atende.
- O Alquimista (The Alchemist) é um vilão que apareceu no segundo episódio.

## Dublagem
- Sérgio Stern - Larry, o Pepino
- Cláudio Galvan - Arquibaldo Aspargo
- Manolo Rey - Bob, o Tomate
- Ana Lúcia Menezes - Júnior Aspargo